# معرض الترفيه الإلكتروني 2017
معرض الترفيه الإلكتروني 2017 (بالإنجليزية: Electronic Entertainment Expo 2017)‏ ويختصار بE3 2017 هو المعرض الثالث والعشرون من معارض الترفيه الإلكتروني وسوف يعقد في 13 يونيو 2017 إلى 17 يونيو.